# Vista da Baía de Guanabara

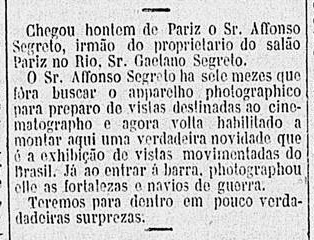
Trecho do jornal *Gazeta de Notícias*, de 20 de junho de 1898, sobre Affonso Segreto.

Vista da Baía de Guanabara ou Fortalezas e Navios de Guerra na Baía de Guanabara, é um curta-metragem mudo brasileiro de 1898, gravado por Affonso Segreto. Foi um dos primeiros filmes produzido no Brasil, tendo sido gravado em 19 de junho de 1898, quando ao chegar da Europa a bordo do navio Brèsil, Segreto ficou maravilhado com a linda vista da Baía de Guanabara, assim a gravando com um aparelho cinematográfico, que trazia do exterior com intenções comerciais. A data de gravação deste filme ficou marcada como o Dia do Cinema Brasileiro. Com aproximadamente 1 minuto, o filme mostrava uma visão panoramica de fortalezas e navios de guerra localizadas na Baía de Guanabara. Apesar de toda a sua importância histórica para a história do cinema brasileiro, o filme nem sequer chegou a ser exibido em alguma sala de cinema, com o paradeiro atual dos negativos sendo desconhecido.
Segreto foi uma figura importante entre os primeiros nomes ligados à introdução do cinema no país. Atuando no final do século XIX, ele é conhecido por ter realizado alguns dos primeiros registros cinematográficos em território brasileiro, marcando o início da história do cinema nacional.

## Contexto histórico
O cinema chegou ao Brasil pouco tempo depois da sua invenção na França pelos irmãos Lumière, em 1895. A primeira exibição pública no país ocorreu no Rio de Janeiro em 1896, no hall da Rua do Ouvidor. Nessa época, o Brasil vivia o início da República, e a elite carioca era fascinada pelas inovações técnicas vindas da Europa. O cinema era visto como uma novidade científica e cultural.
Diante do interesse crescente pelas imagens em movimento, o empresário italiano Paschoal Segreto — irmão de Affonso Segreto —, que já possuía casas de entretenimento, investiu na introdução do cinematógrafo no Brasil. Foi ele quem incumbiu Affonso Segreto de ir à Europa adquirir o aparelho e aprender a operá-lo. Esperava-se que Affonso retornasse a tempo de registrar ou exibir os primeiros filmes ao público. De fato, ele chegou ao Brasil a bordo do navio Brèsil em 19 de junho de 1898 e, nesse momento, filmou a entrada na Baía de Guanabara com cenas das fortalezas e navios de guerra.
No entanto, segundo os estudiosos Adhemar Gonzaga e Vicente de Paula Araújo, o filme "Vista da Baía de Guanabara" não pode ser considerado o primeiro filme brasileiro de forma definitiva, pois não há provas de que tenha sido revelado ou sequer exibido publicamente. Por isso, é reconhecido apenas “até certo ponto” como o marco inaugural do cinema nacional.

## Outras produções de Segreto
Apesar da incerteza quanto à exibição do filme da Baía de Guanabara, Affonso logo passou a registrar acontecimentos relevantes. Seus dois primeiros filmes documentados foram O prestígio do marechal Floriano para o cemitério, filmado em 29 de junho de 1898, e A chegada do doutor Prudente de Morais e sua comitiva ao Arsenal de Marinha, em 15 de julho do mesmo ano. Esses registros refletem o interesse inicial do cinema brasileiro em captar eventos políticos e figuras de autoridade da jovem República.
Durante esse período, o Rio de Janeiro começava a conhecer suas primeiras imagens cinematográficas locais. Em janeiro de 1899, por exemplo, houve filmagens durante a reinauguração da matriz carioca. Afonso saía a campo para registrar cenas do cotidiano da cidade, como ruas, praças e paisagens do Rio, além de personalidades da época. Esses registros se tornaram o principal atrativo das sessões do Salão Paris no Rio, administrado por seu irmão Paschoal.
Ainda assim, o trabalho de Affonso foi limitado por vários fatores. O volume de produções nacionais não acompanhava a demanda, e há indícios de que a qualidade técnica de suas filmagens dificultava negócios mais lucrativos. Sobrecarregado com outras responsabilidades, como assumir a direção do Parque Fluminense, ele não conseguiu manter uma produção constante. Com o tempo, os filmes nacionais deram lugar a atrações mais mecânicas, como gerigonças e museus de cera.
Apesar disso, o papel pioneiro de Affonso Segreto é inegável. Suas filmagens valorizaram o conteúdo visual em um momento em que o cinema ainda buscava se firmar como linguagem própria. Sua contribuição ajudou a consolidar o hábito de exibição pública de filmes e pavimentou o caminho para o surgimento do circuito cinematográfico brasileiro.
Pesquisas dos anos 90 de Paulo Roberto Ferreira e Jorge JV Capellaro indicam a existência de filmes anteriores a esse, que até então era considerado o primeiro filme brasileiro. Os filmes em questão são Chegada do Trem em Petrópolis, Bailado de Crianças no Colégio, no Andaraí, Ponto Terminal da Linha de Bondes de Botafogo, Vendo-se os Passageiros Subir e Descer e Uma Artista Trabalhando no Trapézio do Politeama, filmes esses exibidos no Teatro Cassino Fluminense em 1º e 6 de maio de 1897, com as exibições anunciadas pelo jornal Gazeta de Petrópolis.

## Exibição
Devido a um incêndio no Salão Paris em 8 de Agosto de 1898, seis meses após a filmagem de Affonso Segreto, o filme nunca foi exibido. O evento foi ocasionado por causa de um dos fios elétricos no primeiro andar e se alastrou com facilidade pelo prédio inteiro devido ao forro de pano da sala, entretanto, não houveram vítimas fatais.

Após o incêndio foram listadas algumas exibições de Paschoal Segreto em Campos dos Goytacazes, mas não consta o filme em questão.